# Sultanato de Madurai
Sultanato de Ma'bar (persa: مابار سلطنت), no oficialmente conocido como Sultanato de Madurai, fue un reino independiente de corta vida con sede en la ciudad de Madurai en Tamil Nadu, India. El sultanato fue proclamado en 1335 cuando el entonces virrey de Madurai, Jalaluddin Ahsan Khan, declaró su independencia del Sultanato de Delhi. Ahsan Khan y sus descendientes gobernaron Madurai y los territorios circundantes hasta 1378, cuando el último sultán, Ala-ud-Din Sikandar Shah cayó en batalla contra las fuerzas del Imperio Vijayanagara liderado por Kumara Kampana. En este breve reinado de 43 años, el Sultanato tuvo 8 gobernantes diferentes.

## Orígenes
A principios del siglo XIV, el sur de la India fue sometido a repetidas invasiones por los ejércitos del Sultanato de Delhi. Hubo tres invasiones separadas en un período de quince años. La primera invasión en 1311 fue dirigida por Malik Kafur, quien saqueo Madurai. Después de esto, hubo dos expediciones más desde el Sultanato de Delhi: la segunda en 1314 dirigida por Khusrav Khan y la tercera en 1323 por Ulugh Khan. Estas invasiones destrozaron el imperio pandya que ya no pudo recuperarse. Mientras que las invasiones anteriores estaban contentas con el saqueo, Ulugh Khan anexó los antiguos dominios Pandya al Sultanato de Delhi como la provincia de Ma'bar. La mayor parte del sur de la India estuvo bajo el gobierno de Delhi y se dividió en cinco provincias: Devagiri, Tiling, Kampili, Dorasamudra y Ma'bar.
En 1325, Ulugh Khan accedió al trono en Delhi como Muhammad bin Tughluq. Sus planes para invadir Persia y Khorasan, llevaron a su tesorería a la bancarrota y condujeron a la emisión de moneda simbólica. Esto llevó a la falsificación y empeoró aún más las finanzas del sultanato. No pudo pagar a su enorme ejército y los soldados estacionados en provincias distantes se sublevaron. La primera provincia que se rebelo fue Bengala y Ma'bar pronto la siguió. El gobernador de Ma'bar, Jalaluddin Ahsan Khan, declaró su independencia y estableció el Sultanato de Madurai. El año exacto de la fundación del Sultanato de Madurai no está claro. La evidencia numismática apunta a 1335 d. C. como el año de fundación. El historiador persa Firishta, sin embargo, coloca el año de la revuelta de Ma'bar en 1340 d. C.
Esta dinastía musulmana de corta duración en Madurai surgió tras el declive del Segundo Imperio Pandya, y gobernó Madurai, Trichinopoly y partes de Arcot, durante los siguientes 48 años, primero como feudatorios del Sultanato de Delhi y luego como monarquías independientes que duran hasta 1378. El sultanato de Madurai fue destruido por el surgimiento de Vijayanagara, seguido más tarde por los Nayaks de Madurai.

## Jalal-ud-Din Ahsan Khan
Jalaluddin Ahsan Khan declaró su independencia del Sultanato de Delhi alrededor del año 1335. Su hija estaba casada con el historiador Ibn Battuta y su hijo Ibrahim era el portador del bolso de Muhammad bin Tughluq. Cuando Tughluq se enteró de la rebelión de Jalaluddin, hizo que Ibrahim fuera asesinado en represalia. Los historiadores Firishta y Ziauddin Barani se refieren a Jalaluddin como "Syed", "Hasan" o "Hussun". Tughluq intentó conquistar la región tamil, conocida en las crónicas musulmanas como Ma'bar en 1337. Pero cayó enfermo en Bidar en el camino a Ma'bar y tuvo que regresar a Deogiri. Su ejército fue derrotado por Jalaluddin. Jalaluddin fue asesinado por uno de sus nobles en 1340.

## Ala-ud-Din Udauji y Qutb-ud-Din Firuz
Después del asesinato de Jalaluddin, Ala-ud-Din Udauji Shah tomó el poder. Fue sucedido por su yerno Qutb-ud-Din Firuz Shah, quien a su vez fue asesinado después de cuarenta días de haber tomado el poder. El asesino de Qutbuddin Ghiyas-ud-din Dhamagani se hizo cargo del Sultanato en 1340.

## Ghiyas-ud-Din Muhammad Damghani
Ghiyasuddin fue derrotado por el rey de Hoysala Veera Ballala III al principio, pero luego logró capturar y matar a Ballala en 1343 durante el sitio de Kannanur Koppam. Ghiyasuddin capturó a Balalla, le robó su riqueza, lo hizo matar y exhibió su cuerpo disecado en las paredes de Madurai. Ghiyasuddin murió en 1344 por los efectos posteriores de un afrodisíaco.

### Crónicas de Ibn Battuta
Durante su reinado, Ibn Battuta, el explorador musulmán marroquí conocido por sus extensos viajes a través de África y Asia, visitó su corte, mientras se dirigía a China. Se casó con la hija de Jalaluddin Ahsan Khan. Sus notas de viaje mencionan el comportamiento atroz de Ghiyas-ud-Din Muhammad Damghani hacia la población local. Su ejército, bajo sus órdenes personales, tenía la costumbre de reunir frecuentemente a los aldeanos locales, empalarlos indiscriminadamente en picos de madera afilados y dejarlos morir. Estas crónicas fueron publicadas en el Rihla (lit. "Viaje").

## Nasir-ud-Din Mahmud Damghan Shah
Ghiyasuddin fue sucedido por su sobrino Nasir-ud-Din Mahmud Damghan Shah, un soldado de orígenes humildes originario de Delhi. Al ascender, rápidamente comenzó a despedir y matar a muchos de los oficiales y nobles, y a varios enemigos políticos que probablemente perturbaran su posesión del trono. Él también cayó en decadencia y fue asesinado en poco tiempo.

## Decadencia
Entre 1344 y 1357, el sultanato de Madurai entró en declive debido a las luchas internas y al ascenso de Vijayanagara en el norte. Esto se deduce de la falta de acuñaciones emitidas durante este período. Sin embargo, se han encontrado monedas de 1358 a 1378 con los nombres de tres sultanes: Shams-ud-Din Adil Shah, Fakhr-ud-Din Mubarak Shah y Ala-ud-Din Sikandar Shah. Esto indica una interrupción del poder musulmán durante 1344-57 y un breve avivamiento durante 1357-78.

## Caída
El Imperio Vijayanagara bajo Bukka Raya hizo una serie de esfuerzos para conquistar el sur de la India. Hubo una serie de invasiones Vijayanagara a mediados del siglo XIV que lograron inicialmente restringir y finalmente poner fin al gobierno del Sultanato de Madurai sobre el sur de la India. Los ejércitos de Vijayanagara fueron dirigidos por el hijo de Bukka, Kumara Kampanna Udaiyar. Kampanna primero sometió a la dinastía Sambuvaraya en el distrito actual de Kanchipuram, luego un vasallo del Sultanato de Delhi que se negó a ayudar a la conquista de Madurai y luego conquistó Madurai. La invasión de Kampanna se ha descrito en el poema épico sánscrito Madura Vijayam.("The Conquest of Madurai") o Vira Kamparaya Charithram ("History of Kampanna"), escrita por la esposa de Kampanna, Gangadevi. La victoria de Kampanna está simbolizada por la restauración del templo de Srirangam a su antigua gloria en 1371. Vijayanagara declaró formalmente a Madurai como su posesión durante el gobierno de Harihara II en 1378.